# Charles H. Lohr
Charles Henry Lohr (* 24. Juni 1925 in New York City; † 21. Juni 2015 ebenda) war ein US-amerikanischer  Theologe und Jesuit.

## Leben
Charles H. Lohr trat 1952 in den Jesuitenorden ein und wurde 1961 zum Priester geweiht. Er erhielt einen Bachelor- und einen Master-Abschluss der jesuitischen Fordham University, einen Doktortitel in Philosophie an der Universität Freiburg (Raimundus Lullus’ Compendium logicae Algazelis. Quellen, Lehre und Stellung in der Logik) sowie einen Bachelor-Abschluss in Philosophie und ein Lizenziat in Theologie, auch von Fordham.
Von 1968 bis 1972 unterrichtete er als Assistant bzw. Associate Professor an der Fordham University. Er wurde 1972 von der Theologischen Fakultät der Universität Freiburg für das Fach Theologiegeschichte habilitiert. Dieses Fach vertrat er hier seit 1974 als Universitätsdozent, seit 1976 als außerplanmäßiger Professor und schließlich ab 1978 als C3-Professor. Zweimal, 1976–1978 und 1989/1990, war er Dekan. Von 1980 bis 1990 leitete er das Raimundus-Lullus-Institut. Die Maioricensis Schola Lullistica ernannte Lohr 1972 zum Magister. Die Theologische Fakultät der Universität Fribourg verlieh ihm 1981 die Ehrendoktorwürde. 2009 kehrte er in seine Geburtsstadt zurück und verbrachte im Altersheim Murray-Weigel Hall der Jesuiten an der Fordham University seinen Ruhestand.
Für die Cambridge History of Renaissance Philosophy (1988) schrieb Lohr den Artikel über Metaphysik. Als „ein Beispiel für die gelungene Synthese von präziser Doxographie und geistesgeschichtlicher Entwicklungshypothese“ sei dieser Artikel „vorbildlich“ für die Renaissancehistoriographie, rühmte Martin Mulsow.
Lohr beschäftigte sich zudem intensiv mit Aristoteles und den aus dem 16. Jahrhundert stammenden lateinischen Versionen der antiken und spätantiken griechischen Aristoteles-Kommentare, von denen er zahlreiche, mit Einleitungen versehene Neudrucke vorlegte.